# 日本数学会
日本数学会（日语：日本数学会）是日本数学家团体，日本历史最悠久之数学学会。

## 历史
始创于1877年的日本东京，最初命名为“东京数学会”（Tokyo Sugaku Kaisha）。1946年重组，建成当今日本数学会（Mathematical Society of Japan，MSJ）。
现为日本数学研究者最大团体，拥有超5000名会员。每年春、秋二季学会定期举办讲座、交流等活动，是日本数学界盛事。日本数学研究者亦有机会在学会发布自己的研究成果和心得。

## 奖项
日本数学会下设数项数学奖，奖励成绩突出之数学学者。其在五十周年庆时，专设立“建部賢弘奖”，以纪念日本江户时代数学名家建部賢弘。除“建部賢弘奖”外，还设有几何学奖、解析学奖等专项奖励。